# Жанайя
Жанайя́ (фр. Janaillat, окс. Janalhac) — коммуна во Франции, находится в регионе Лимузен. Департамент коммуны — Крёз. Входит в состав кантона Понтарьон. Округ коммуны — Гере.
Код INSEE коммуны — 23099.

## Население
Население коммуны на 2010 год составляло 360 человек.
| 1962 | 1968 | 1975 | 1982 | 1990 | 1999 | 2010 |
| ---- | ---- | ---- | ---- | ---- | ---- | ---- |
| 724  | 663  | 545  | 470  | 404  | 366  | 360  |

## Экономика
В 2010 году среди 187 человек трудоспособного возраста (15—64 лет) 113 были экономически активными, 74 — неактивными (показатель активности — 60,4 %, в 1999 году было 63,4 %). Из 113 активных жителей работали 106 человек (61 мужчина и 45 женщин), безработных было 7 (2 мужчин и 5 женщин). Среди 74 неактивных 12 человек были учениками или студентами, 37 — пенсионерами, 25 были неактивными по другим причинам.